# Sopot
Sopot (tysk: Zoppot) er en by i det nordlige Polen, i Pommern, i dag beliggende i voivodskabet Pomorskie.
Området Gdańsk, Sopot og Gdynia kaldes Trójmiasto (dansk: 3 byer). Bade og kurbyen ligger i det historiske landskab Vestpreussen, ved vestkysten af Gdańskbugten, cirka ni kilometer nordvest for Gdańsk og ni kilometer syd for Gdynia.

## Historie
Ordet Sopot er slavisk og betyder kilde. Siden 1283 tilhørte det lille fiskerleje til Cistercienserordenens klosteret Oliwa og Sopot var og var som alle de andre af klosteret byer forpligtet til at udøve borgertjeneste i Gdańsk; fra 1283 til 1807 tilhørte Sopot hansestaden Gdańsk. Sopots historie er derfor tæt forbundet med byen Gdańsks historie. Sopot blev beslaglagt af Preussen i Polens 1. deling i 1772, og fra 1871 til 1920 var en del af Tyskland. Byen blev en del af den preussiske provins Vestpreussen. I perioden 1920 til 1939 lå byen i Fristaden Danzig, efter felttoget i Polen i 1939 var byen en del af Nazi-Tyskland. Byen blev besat af Stalin i 1945 og givet til Folkerepublikken Polen, medens dens overvejende tyske befolkning blev fordrevet.

## Sport
De mest populære sportsklubber i byen er Trefl Sopot (basketball) og Ogniwo Sopot (rugby).

## Galleri
- Statens kunstgalleri i Sopot
- Monument for den Polens undergrundshær Armia Krajowa
- Mindesten for Danuta Siedzikówna i Sopot
- Grand Hotel i Sopot